# Will Stuart
Will James Stuart (Westminster, 12 luglio 1996) è un rugbista a 15 britannico, internazionale per l'Inghilterra, pilone del Bath.

## Biografia
Nato a Londra, Stuart si trasferì ancora bambino nell'Hampshire dove iniziò a giocare a rugby nel Andover RFC. Continuò la sua formazione nel Salisbury per poi approdare, nel 2014, all'accademia giovanile dei Wasps. 
Stuart fece il suo debutto professionistico nel Blackheath, squadra militante nella National League 1 (terzo livello del campionato inglese) dove fu mandato in prestito dagli Wasps nei primi due anni di accademia. Nel novembre 2016 esordì con il club di Londra in un incontro di Coppa Anglo-Gallese; nella stessa stagione giocò ancora in National League 1 in prestito al Birmingham Moseley. L'annata successiva passò temporaneamente al Nottingham con cui disputò il RFU Championship, ma riuscì, nel contempo, ad esordire sia in Premiership che nelle coppe europee con gli Wasps. Dopo un'unica annata in pianta stabile in prima squadra, si trasferì al Bath a partire dalla stagione 2019-2020. Con il club della contea del Somerset disputò la finale della Premiership 2023-24 persa contro Northampton.
A livello internazionale, Stuart disputò nel 2016 il Sei Nazioni under-20 con la selezione inglese giovanile e, nello stesso anno, vinse il mondiale di categoria. Convocato per la prima volta dal commissario tecnico Eddie Jones, fece il suo esordio con l'Inghilterra contro la Francia nella prima giornata del Sei Nazioni 2020, torneo poi vinto dalla nazionale britannica. Presenza costante nelle successive due annate, nelle quali saltò solamente 4 partite, segnò i suoi primi punti internazionali marcando due mete nel test-match contro la Nuova Zelanda del novembre 2022; ciò non solo permise all'Inghilterra di rimontare e pareggiare l'incontro, ma lo rese anche, all'epoca, l'unico pilone della nazionale britannica capace di realizzare due mete nella stessa partita. Incluso nella squadra selezionata per la Coppa del Mondo di rugby 2023, giocò quattro delle partite che portarono l'Inghilterra a concludere il torneo al terzo posto. Presente in tutte le sfide internazionali dell'annata 2024, Stuart raggiunse il traguardo della cinquantesima presenza con la nazionale inglese nell'ultimo incontro del Sei Nazioni 2025 contro il Galles.

## Palmarès
- Sei Nazioni: 1
Inghilterra: 2020
- Challenge Cup: 1
Bath: 2024-25